# Sjala
Sjala (Engels: Shala) was in de (Akkadische) Babylonische mythologie de godin van het graan en echtgenote van Adad. Zij werd ook wel met Dagan geassocieerd.
Gubbara wordt zij genoemd in de oudste teksten. De vuurgod Gibil (Gerra in het Akkadisch) is soms de zoon van Isjkur/Adad en Sjala. 
Zij draagt een tweekoppige kromzwaardscepter verfraaid met leeuwenkoppen en werd ook wel als oorlogsgodin beschouwd. 
Sjala werd vereerd in een tempel genaamd E. Durku.